# Néopythagorisme
 (mai 2017).
Le néopythagorisme est un courant philosophique et ésotérique, dérivant de Pythagore, commençant au Ier siècle av. J.-C. à Rome à travers Nigidius Figulus et à Alexandrie par Eudore d'Alexandrie, divisé en diverses écoles. Parfois il est difficile de distinguer si un auteur est néopythagoricien ou néoplatonicien (ainsi pour Porphyre et Jamblique).

## Définitions
Selon Eduard Zeller le néopythagorisme est un courant philosophique inspiré de Pythagore, qui se développe à partir du Ier siècle, et qui intègre aussi des éléments platoniciens et aristotéliciens.
Selon K. F. Johansen, « Le néopythagorisme comprend à la fois un mysticisme des nombres, une croyance théosophique aux miracles... et de la philosophie. C'est un attrape-tout lâche, qui tient dans la foi semi-religieuse en la sagesse de Pythagore ».
Selon Charles H. Kahn, « Par néopythagorisme j'entends ces penseurs de tradition platonicienne qui font dériver de Pythagore la philosophie de Platon ».
La notion même de néopythagorisme est parfois contestée, niée, englobée dans le platonisme. Déjà, dès l'Ancienne Académie, le premier successeur de Platon, Speusippe, remplace les « Idées » par les « Nombres », et le deuxième successeur, Xénocrate, identifie les « Formes » aux « Nombres ». Pour Numénios d'Apamée (vers 155), Platon est un Pythagore réincarné ; dès lors, le néopythagorisme est absorbé dans le néoplatonisme. Selon Jamblique, néoplatonicien, le meilleur guide en philosophie est Pythagore ; vers 310, il a regroupé la majorité de ses écrits sous le titre Collection des dogmes pythagoriciens. Cependant, pythagorisme et platonisme divergent : entre les nombres et les choses sensibles (connues par les sens), un pythagoricien ne met pas de coupure, alors qu'un platonicien le fait, il sépare nombres et choses. Comme le dit Aristote : « Platon (...) place les nombres [Nombres idéaux] en dehors des objets sensibles, tandis que les pythagoriciens prétendent que les choses mêmes sont des nombres [nombres mathématiques]. »

## Histoire

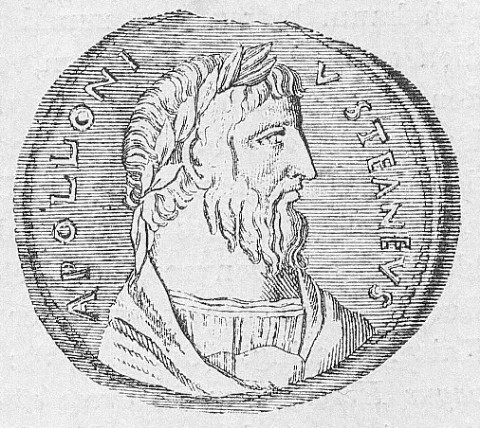
Pièce à l'effigie d'Apollonios de Tyane.

Les successeurs (diadoques) de Pythagore à la tête de la Communauté pythagoricienne furent : Aristée de Crotone (en -494), son fils Mnésarque ou son fils Telauges, Boulagoras (-380), Gartydas de Crotone, Arésas de Lucanie, Diodore d'Aspendos (-380)
Le courant pythagoricien se divise en diverses écoles.
- l'école paléopythagoricienne (pythagorisme ancien, période de ceux qui ont connu Pythagore, mort vers -497)[réf. nécessaire] : Théanô (épouse de Pythagore), Alcméon de Crotone (-500), Épicharme de Cos (-480), Hippase de Métaponte (actif vers -460)
- l'école médiopythagoricienne de Grèce (pythagorisme moyen et récent) : Ecphantos (-490 ?), Hippon (-480), Damon le Musicien (-460), Ion de Chios (-450), Polyclète (-420), Philolaos de Crotone (-400)[6], Archytas de Tarente (il rencontra Platon en -388 et -361)[7], Théétète d'Athènes (-395 ou -369), Timée de Locres (contemporain de Platon), Eudoxe de Cnide (-370,ami de Platon)[réf. nécessaire]. Le pythagorisme au sens strict disparaît vers 350 av. J.-C.[réf. souhaitée]
- l'Ancienne Académie de Platon, pythagorisante[réf. nécessaire][8] : déjà Platon, dans son enseignement oral, dit que les Nombres sont antérieurs aux Idées ; suivent Héraclide du Pont (remplaçant de Platon à l'Académie en -360), Speusippe (scholarque de l'Académie en -348), Xénocrate (scolarque en -339). Déjà l'opposition pythagorisme/platonisme se brouille : Speusippe remplace les Idées de Platon par les Nombres et les objets mathématiques. Xénocrate identifie Idées, nombres mathématiques et divinités.
- l'aristotélisme pythagorisant, qui veut combiner Aristote et Pythagore : Dicéarque de Messène (qui rompit en raison de son adhésion à la doctrine pythagoricienne de l'âme avec son maître Aristote), le Pseudo-Archytas (Sur les catégories, Ier s. av. J.-C.)
- l'école médiopythagoricienne de Rome : Appius Claudius Caecus (il passe pour pythagoricien dès -312), Scipion l'Africain (-210)[9], Caton l'Ancien (-209), Ennius (-180). Poseidonios d'Apamée, bien que stoïcien, répandait le pythagorisme sur les citoyens romains, dont Cicéron (en -78/77). « La plupart des philosophes - académiciens, stoïciens, péripatéticiens - pythagorisèrent de quelque façon à Rome[10] ».
- l'école néopythagoricienne de Grèce : Anaxilaos de Larissa (-28), Sthénidas de Locres, Diotogène et Ecphante (Ier s. av. J.-C.-Ier s. apr. J.-C. ?)[11]. Ces penseurs développent notamment une théologie politique justifiant le pouvoir monarchique de droit divin (voir Marie-Françoise Baslez et Christian-Georges Schwentzel, Les dieux et le pouvoir : aux origines de la théocratie, PUR, 2016, p. 74-76).
- les pseudépigraphes pythagoriciens anciens : Pseudo-Hippodamos de Milet (IIIe s. av. J.-C. ?), Pseudo-Archytas (Ier s. av. ?), Pseudo-Philolaos, Pseudo-Timée de Locres (L'âme du monde et de la nature)[12], Pseudo-Ecphantos, Pseudo-Théanô, un Pseudo-Archytas (Sur les catégories [d'Aristote], Ier s. av. J.-C. Les savants ne s'accordent pas sur les dates des pseudépigraphes : (IVe-Ier s. av. J.-C. selon Goodenough et Thesleff[13] ; puis Thesleff date les apocryphes en dorien de la fin du IIe siècle av. J.-C., dans le cercle des Scipion[14] ; W. Burkert date de l'époque d'Auguste ou de l'époque impériale, Ier siècle av. J.-C.[15].

Selon Cicéron, le néopythagorisme commence avec Nigidius Figulus :

« Cet homme [Nigidius Figulus] fut à la fois paré de toutes les connaissances dignes d'un homme libre et un chercheur vif et attentif pour tout ce que la nature occulte. Bref, à mon avis, après les illustres pythagoriciens dont l'enseignement s'est de quelque façon éteint après avoir fleuri pendant plusieurs siècles en Italie et en Sicile, il est l'homme qui s'est levé afin de le renouveler. »

- l’école néopythagoricienne de Rome : Nigidius Figulus (-60), Quintus Sextius le Père (-50) et Sextius le Fils[17], Varron (-27)[18], Macrobe (400). Nigidius Figulus fonde un encyclopédisme occulte et un Ordre initiatique.
- l’école néopythagoricienne grecque : Alexandre Polyhistor (-80), Eudore d'Alexandrie (vers -40), Apollonios de Tyane (4 av. J.-C.-97 ap. J.-C.), Moderatus de Gadès (vers 60), Antoine Diogène (100), Alexandre d'Abonuteichos (150), Nicomaque de Gérase (mort en 196). Eudore d'Alexandrie, le premier, pose un "monisme transcendantal qui mène vers le système de Plotin, dans lequel un divin occupe la première position dans un schéma stratifié de niveaux de réalité, où toutes les strates sont, en un sens, générées depuis l'Un" (Charles Kahn).
- l'école néopythagoricienne-néoplatonicienne : Numénios d'Apamée (vers 155), Amelios (245), Porphyre (270), Jamblique (305), le jeune Proclus (dans son Commentaire du Timée, en 439), Hiéroclès d'Alexandrie (disciple de Plutarque d'Athènes, commentateur des Vers d'or de Pythagore, av. 490), Énée de Gaza (500). À partir de Numénios d'Apamée, la distinction pythagorisme/platonisme s'effondre : Numénios, Nicomaque de Gérase (mort en 196), Anatolius (av. 270)[19], Jamblique, Syrianos veulent pythagoriser Platon[20]. Nicomaque de Gérase, dans son Introduction à l'arithmétique, ramène les Idées de Platon aux catégories d'Aristote et aux propriétés formelles des nombres (qualités, quantités, formes, tailles, égalités, relations, activités, dispositions, lieux et temps). "Porphyre n'est pas un platonicien qui pythagorise [comme Numénios ou Jamblique] mais plutôt un platonicien universaliste, qui trouve son platonisme chez Pythagore et dans beaucoup d'autres domaines[21]" Parmi les lettres attribuées à Platon, les n° II, VI, IX, XII et XIII viennent d'un "milieu pythagoricien fin du IIe ou début du Ier siècle av. J.-C." (Luc Brisson).
- les pseudépigraphes pythagoriciens récents : Pseudo-Ocellus Lucanus (Sur la nature de l'univers, Ier siècle), Pseudo-Jamblique (Theologoumena arithmeticae. Théologie arithmétique, IVe s.), Vers d'or de Pythagore (IVe siècle ?)
- le pythagorisme oriental : les Sabéens, Jâbir Ibn Hayyân (Geber, vers 780), al-Kindî (796-873), les Frères de la pureté (vers 963), Ibn al-Sîd (mort en 1227), S. Shahrazûrî (fin du XIIIe siècle)
- le pythagorisme renaissant. Marsile Ficin en appelle à une prisca theologia (théologie antique) qui comprend Pythagore et Philolaos : « [Hermès Trismégiste], on l'appelle le premier auteur d'une théologie. Orphée lui succéda, en deuxième place parmi les théologiens antiques. Aglaophème, qui fut initié à l'enseignement sacré d'Orphée, eut comme successeur en théologie Pythagore, qui eut comme disciple Philolaos, le maître de notre divin Platon. Ainsi, il existe une théologie antique (prisca theologia), dont l'origine est Mercure, et l'aboutissement le divin Platon[22] ». Plus tard la série des théologiens antiques sera : Zoroastre, Hermès Trismégiste, Orphée, Aglaophème, Pythagore, Platon[23].
- le pythagorisme moderne : J. Reuchlin ("Pythagorus redivivus", auteur du De l'art cabalistique, 1517), Thomas Tryon (1691), l'abbé Lacuria ("le Pythagore français", auteur de Les Harmonies de l’Être exprimées par les nombres, 1844), Fabre d'Olivet (Vers dorés de Pythagore, 1813), Édouard Schuré (Les Grands Initiés, 1889)[24], Matila Ghyka (Le nombre d'or, 1931), l’Ordre pythagoricien ou Ordre hermétiste tétramégiste et mystique (OHTM) de François Soetewey, Émile Dantinne (1927), Jean Mallinger.

## Philosophie et ésotérisme
"Les néopythagoriciens croient en une religion astrale (théologie, mantique, théorie de la grande année et de l'harmonie des sphères, immortalité des héros, métempsycose). Ils s'intéressent aux origines du langage, à l'étymologie, à son sens mystique (souvent révélé par la poésie, cette langue musicale, qui obéit à des proportions numériques). Leurs spéculations sur les nombres sont entrées en rapport avec le platonisme (cosmologie, théorie des Idées). Ils ont aussi une doctrine morale et politique, séparant strictement les bons des méchants, et affirmant la primauté d'un droit religieux dont tout dépend. Depuis le temps de Pythagore cette tendance s'oppose nettement aux oligarchies : elle tend soit à justifier une monarchie démocratique, fondée à la fois sur la nature et sur la religion (les traités apopcryphes d'Ecphante, Diotogène et Sthénidas, qui datent peut-être du Ier siècle avant ou après l'ère chrétienne, vont dans ce sens), soit à introduire l'esprit de proportion dans des modèles de constitutions mixtes (le platonisme, puis la pensée de Cicéron ont pu s'inspirer de ces vues)."

## Art et initiation
On ne peut évoquer le néopythagorisme sans penser à la Basilique pythagoricienne de la Porte Majeure, à Rome, découverte en 1917, aussitôt qualifiée de pythagoricienne par Franz Cumont. Elle date du règne de l'empereur romain Claude Ier (vers 50). Elle a la forme d'une basilique faite de trois nefs, avec pour divinité centrale Apollon. Les motifs décoratifs traitent trois thèmes : la mort, le salut des initiés, l'initiation. "Le culte pythagoricien comportait successivement des purifications, des libations, un sacrifice précédant un repas pris en commun, enfin une lecture pieuse complétée par un sermon. Les pythagoriciens se purifiaient avec de l'eau. Les pythagoriciens accomplissaient leurs libations en invoquant Zeus Sôter, Héraclès et les Dioscures. La communauté de la Porte Majeure offrait, comme la secte de Nigidius Figulus, des sacrifices sanglants, on a retrouvé le cadavre d'un chien dans l'abside et des ossements de porcelets dans l'atrium. La règle des pythagoriciens voulait que le sacrifice fût la préface d'un repas en commun, de ce repas étaient bannis les fèves, les poissons et les œufs, mais il comportait du vin, du pain, des gâteaux, des légumes crus et cuits, et même de la viande. Jamblique signale qu'après le repas le membre le plus ancien de l'assemblée choisissait un texte de méditation et demandait au plus jeune de le lire. Le groupe qui fréquentait la basilique souterraine de la Porte Majeure se révèle donc comme une communauté de prière et de recherche."

### Recueils
- Anthelme-Édouard Chaignet, Pythagore et la philosophie pythagoricienne, contenant des fragments de Philolaüs et d'Archytas (1873), Adamant Media Corporation, 2002, 2 t.
- Kenneth S. Guthrie, The Pythagorean Sourcebook and Library. An Anthology of Ancient Writings which relate to Pythagoras and Pythagorean Phylosophy (1920), Grand Rapids, Phanes Press, 1987, 368 p.
- "Les Adages pythagoricens d’Érasme", traduit du latin par Alain van Dievoet, dans : Anderlechtensia, Bruxelles, première partie, septembre, 1992, n°65, p. 8 à 19. Seconde partie : décembre 1992, n°66, p. 7 à 16.

### Textes néopythagoriciens
(par ordre chronologique)
- Théanô (-530) ou plutôt Pseudo-Théanô (IIIe-IIe s. av. J.-C. ?) : Femmes pythagoriciennes. Fragments et lettres de Théano, Périctionné, Phintys, Mélissa et Mya (1932), Guy Trédaniel, 1980, 120 p.
- Lamelles d'or orphico-pythagoriciennes (dès le Ve s. av. J.-C.). Orphiques selon William K. Guthrie, pythagoriciennes selon Taylor Thomas et G. Zuntz (Persephone, London, Oxford University Press, 1971, p. 320-322), orphico-pythagoriciennes selon Ziegler et Franz Cumont, bacchiques selon Marcel Detienne, éleusiniennes selon Boyancé et Picard. Giovanni Pugliese Carratelli (trad. de l'italien par A.-Ph. Segonds et C. Luna), Les lamelles d'or orphiques : instructions pour le voyage d'outre-tombe des initiés grecs, Paris, les Belles lettres, coll. « Vérité des mythes. Sources » (no 24), 2003, 151 p., 6 p. de pl. : ill. ; 22 cm (ISBN 2-251-32435-6, ISSN 0993-3794, BNF 39101779)
- pythagoriciens moyens et récents : (Philolaos de Crotone, Archytas de Tarente, etc.) : J.-P. Dumont (édi.), Les présocratiques, Gallimard, coll. "Pléiade", 1988, p. 443-612.
- Philolaos de Crotone (-400) et Archytas de Tarente : A.-Ed. Chaignet, Pythagore et la philosophie pythagoricienne, contenant les fragments de Philoaüs et d'Archytas (1873), Bruxelles, Culture et Civilisation, 1968, 2 t. Traduction des fragments de Philolaos et d'Archytas t. 1 p. 226-331. Philolaos[6] ; Archytas[7]
- Ennius (239-169 av. J.-C.), Annales : J. Heurgon, Ennius, Centre de documentation universitaire, 1961 (traduction des principaux fragments).
- Caton l'Ancien (234-149 av. J.-C.), De la vieillesse (d'après Cicéron), trad. du latin, Les Belles Lettres, 1996, 195 p.
- pseudépigraphes pythagoriciens anciens sur la royauté (περι βασιλείας) (IIIe-IIe s. av. J.-C. selon Goodenough et Thesleff, ou IIIe-IVe s. ap. J.-C. selon W. Burkert, sous les empereurs Sévère) : A. Delatte, Les traités de la royauté d'Ecphante, Diotogène et Sthénidas, Paris, Droz, 1942, 318 p. : texte grec, traduction. Holger Thesleff, The Pythagorean Texts of the Hellenistic Period, Åbo (Finlande), 1965.
- Scipion Émilien (129 av. J.-C. pour le "Songe de Scipion") : Cicéron, De la République (55 av. J.-C.), VI : "Le songe de Scipion", trad. du latin, Garnier, 1932.
- Mémoires pythagoriques. Ύπομήματα πυθαγορικά (IIIe s. av. J.-C.) : André-Jean Festugière, Études de philosophie grecque, Vrin, 1971, p. 371-436, traduction du grec, et commentaire historique. Ou Diogène Laërce, VIII, 25 ss.
- Nigidius Figulus (98-44 av. J.-C.) : L. Legrand, Publius Nigidius Figulus, philosophe néo-pythagoricien orphique, Paris, L'œuvre, 1930. Textes en latin.
- Axiochos (Ier s. av. J.-C.], dialogue faussement attribué à Platon, trad. J. Souilhé, Œuvres complètes de Platon, t. XIII, 3e partie (Dialogues apocryphes), 1930.
- Apollonios de Tyane (mort en 97) : Philostrate d'Athènes, La vie d'Apollonios de Tyane (217), in Pierre Grimal, Romans grecs et latins, trad. du grec, Gallimard, "Pléiade", 1958, p. 1031-1338.
- Nicomaque de Gérase (mort en 196 selon Charles Dillon), Introduction à l'arithmétique, Vrin, 1978.
- Numénios d'Apamée : Numénius, Fragments (vers 155), édition et traduction Édouard des Places, Les Belles Lettres, 1973
- Porphyre, Vie de Pythagore (vers 270) et Lettre à Marcella, Les Belles Lettres, 1982, 255 p.
- Porphyre, De l'abstinence, Les Belles Lettres, 3 t., 1977-1995.
- Porphyre, L'antre des nymphes, trad., Verdier, 1989.
- Jamblique, Vie de Pythagore (ou Vie pythagorique βίος πυθαγορικός, vers 310), Les Belles Lettres, 1996.
- Jamblique, Les mystères d'Égypte (vers 320), Les Belles Lettres, 1966, 401 p
- Julien (empereur de 331-363), Discours, Les Belles Lettres, 1963-1964, 2 t.
- Vers d'or de Pythagore. Χρυσά Έπη (IIe s. ? IVe s. ?). Certains éléments remontent jusqu'à Pythagore. Texte en ligne :
- Macrobe, Commentaire sur 'Le Songe de Scipion'  (vers 400), trad. du latin, Les Belles Lettres, 2002-2003.
- Hiéroclès d'Alexandrie, Commentaire sur 'Les Vers d'or de Pythagore'  (v. 480 ?), trad. Mario Meunier (1925), Guy Trédaniel-La Maisnie, 1979, 347 p.

### Études
(par ordre alphabétique)
- Amadou, Robert, " Un Grand méconnu : l’abbé Paul Lacuria, le " Pythagore Français ", revue Atlantis, 1981, n°S 314 et 315 ; " L’abbé Paul Lacuria et les harmonies de L’être ", revue Atlantis, novembre/décembre 1981, no 317.
- Jérôme Carcopino, La basilique pythagoricienne de la Porte Majeure, Paris, L'artisan du livre, 1926.
- Delatte, André, Études sur la littérature pythagoricienne, Paris, Champion, 1915. Reprint Genève, Slatkine, 1974.
- (en) Huffman, Carl A., Philolaos of Croton, Pythagorean and Presocratic, Cambridge, 1993.
- (en) Kahn, Charles H., Pythagoras and the Pythagoreans, Hackett Publishing Company, 2001, 195 p.
- (en) Kingsley, P., Ancient Philosophy, Mystery and Magic, Oxford University Press, 1995, chap. 20.
- Legrand, Louis, Publius Nigidius Figulus, philosophe néo-pythagoricien orphique, Paris, L'œuvre, 1930, 221 p.
- (en) articles « Pythagoras » et « Pythagoreanism », sur Stanford Encyclopedia of Philosophy
- Syme, Thesleff, etc. Pseudepigrapha I : Pseudopythagorica - Lettres de Platon - Littérature pseudépigraphique juive, Genève, 1972, 404 p.
- (en) Thesleff, Holger, Introduction to the Pythagorean Writings of the Hellenistic Period, Abo, 1961.
- Zeller, Edmund, La philosophie des Grecs (1880-1892), trad. Boutroux.